# Jack Holborn
Jack Holborn je televizní seriál vyrobený v roce 1982. Příběh je adaptací stejnojmenné knihy Leona Garfielda, vydané v roce 1964. Seriál vznikl v koprodukci Německa, Velké Británie a Nového Zélandu. Historické reálie seriálu se natáčely v Chorvatsku, v městech Dubrovník a Trogir.

## Děj
Film vypráví příběh dvanáctiletého chlapce, který se odehrává v 18. století v Bristolu. Jack žije v sirotčinci; jako malé nemluvně ho nalezli na schodech kláštera v Holbornu v Londýně, na ruce měl náramek s nápisem Jack, a tak ho jeptišky pojmenovaly Jack Holborn. Jack chce jet na moře, ale místo toho jej soudce Sharingham pošle na výchovu do rodiny provazníka Arrowse. Jack jednou na procházce u přístavu spatří loď jménem Kráska Molly, která se připravuje na plavbu.
S lodí ho pojí zmatené vzpomínky, které se mu často zjevují. Vidí na nich své rodiče, které touží najít. Proto jednoho dne uteče a dostane se tajně na Krásku Molly. Tam je objeven a jako černý pasažér odsouzen k trestu: celých 48 hodin je přivázán ke strážnímu koši. Jack tam přežije bouřlivou noc, ale následujícího rána přepadnou loď piráti. Bandu vede kapitán Sharingham, který je dvojčetem váženého soudce Sharinghama. Piráti pobijí všechnu posádku, jen Jacka si kapitán Sharingham ponechá jako pomocníka v kuchyni, a nevědomky při pohledu na Jackovu pásku prozradí, že je mu povědomá.
Jack se kapitána Sharinghama ptá na minulost a své rodiče, protože kapitán se mu ve snech zjevuje také. Zjevně zná celé tajemství chlapcova původu. Chce mu dokonce vše prozradit, ale stanoví si podmínku: Jack mu musí celkem třikrát zachránit život. Příležitostí k tomu bude mít dost, protože soudce Sheringham své dvojče – lupiče nenávidí za ostudu, kterou jejich rodině způsobil, a hledá jej, aby ho postavil před soud. 
Cesta na palubě Krásky Molly Jackovi přinese pirátství, cestování přes bažiny i otroctví, kdy mu jde několikrát o život, ale konečně se pak dozví pravdu o svých rodičích.

## Obsazení
| Patrick Bach        | Jack Holborn                           |
| Matthias Habich     | Kapitán Sharingham / Soudce Sharingham |
| Monte Markahm       | Trumpet                                |
| Andreas Mannkopff   | Vronsky                                |
| Terence Cooper      | Morris                                 |
| Jeremy Stephens     | Pobjoy                                 |
| Brian Flegg         | Kapitán Cox                            |
| Franz Blauensteiner | Taploe                                 |
| Heinz Wanitschek    | Clarke                                 |
| Dragan Lakovic      | pan Arrows                             |
| Ljiljama Krstic     | paní Arrowsová                         |